# Каллер, Яков Александрович
Я́ков Алекса́ндрович Ка́ллер (9 октября 1946, Москва — 6 января 2017, там же) — российский телепродюсер, основатель и генеральный директор телекомпании «АБ-ТВ», член Союза кинематографистов России (1987). Заслуженный работник культуры РФ (2007).

## Биография
Высшее образование получил в Московском институте стали и сплавов (1964—1969 гг.) на факультете полупроводниковых материалов и приборов. С 1969 по 1981 год работал во Всесоюзном научно-исследовательском институте источников тока (ВНИИТ) младшим научным сотрудником и ведущим инженером.
На киностудии имени М. Горького работал в должности заместителя директора съёмочной группы (1981), поступил во ВГИК на факультет экономики и организации производства (заочное отделение). После окончания ВГИКа в 1987 году работал директором творческого объединения «Зодиак» (1987—1990), директором съемочной группы картин режиссёров Т. М. Лиозновой («Конец света с последующим симпозиумом», 1986) и С. И. Ростоцкого («Из жизни Федора Кузькина», 1988). Параллельно занимался журналистикой, публиковал рецензии о кино и юмористические заметки в газетах «Спорт», «Труд», «Московский комсомолец», «Вечерняя Москва» и др.

## Телевизионная карьера
С 1991 года был продюсером программ «Центр» и «100 градусов по Цельсию» для 1-го канала Останкино (совместно с Дмитрием Сычёвым). В 1993 году создал частную продюсерскую телекомпанию «Арт-Бизнес-ТВ» (с 2000 — «АБ-ТВ»).
Телекомпания производит программы и документальные фильмы познавательного и культурно-просветительского характера, за которые награждалась на российских и международных фестивалях (внутри РФ), в том числе национальной телевизионной премией ТЭФИ.
«АБ-ТВ» в разные годы сотрудничала с телеканалами «Первый канал», «Россия», «МТК», «Культура», «ТВЦ», «Столица», «Столица плюс»/«Доверие», «Домашний», «Звезда», «РЕН ТВ», «Москва 24», «Израиль плюс», «НТВ Мир», «Союз», «Белоруссия 2».
Яков Каллер являлся продюсером авторских программ известных деятелей российской культуры — ректора школы-студии МХТ, историка театра Анатолия Мироновича Смелянского и народного артиста России, художественного руководителя московского театра «Эрмитаж» Михаила Захаровича Левитина. Эти программы в разные годы выходили на канале «Культура».
В июне 2015 года на 1-м Московском Еврейском Кинофестивале Яков Александрович Каллер получил награду «За выдающийся вклад в развитие еврейского кино в России».
На сайте его компании написано, что Я. Каллер является «человеком, имеющим репутацию эффективного менеджера».
Скончался 6 января 2017 года. Похоронен на Малаховском кладбище.

## Награды за фильмы и телепрограммы

### Документальные фильмы

#### «Список Киселёва»
- Кинорежиссёр Валерий Балаян, который начинал работу над фильмом в 2005 году, но затем отказался её продолжать, оценивает картину как «сконструированную полуправду» и «слащавое мифотворчество»[8].
- IV Международный телерадиофестиваль «Победили вместе». Украина, г. Севастополь, 2008 г. — Первое место в номинации «Партизанскими тропами».
- XII Международный фестиваль телевизионных программ и фильмов «Золотой бубен», Ханты-Мансийск, 2008 г. — «Гран-При» и Специальный приз студенческого жюри.
- Международный фестиваль «Закон и общество», г. Москва, 2008 г. — Специальный приз жюри.
- III Фестиваль фильмов и телерадиопрограмм антитеррористической направленности «ТВ-Радио-Антитеррор», г. Москва, 2008 г. — Диплом в номинации «Журналистское расследование».
- XI Евразийский телефорум, г. Москва, 2008 г. — Диплом лауреата и медаль в номинации «Герой века нынешнего и века минувшего» и Специальный приз Союза журналистов России.
- V Международный фестиваль военно-патриотического фильма имени С. Ф. Бондарчука «Волоколамский рубеж», г. Волоколамск, 2008 г. — Диплом и Специальный приз жюри «За воссоздание образа человека высокого патриотизма и милосердия».
- XV Минский Международный кинофестиваль «Лістапад-2008» — Приз «За лучший документальный фильм» в номинации «Неигровое кино».
- XIV Международный фестиваль фильмов о правах человека «Сталкер», г. Москва, 2008 г. — Приз «За непотерянное время» от «Новой газеты», Приз имени Анатолия Приставкина.
- V Международный католический фестиваль христианских фильмов и телепрограмм «Magnificat-2009», г. Глубокое Витебской обл., 2009 г. — Специальный приз польского фестиваля «Niepokolianow» «За новый уровень исторической правды в отражении событий Второй мировой войны».
- X Международный телекинофорум «Вместе», Ялта, 2009 г. — Гран-при конкурса «Телевизионные программы и фильмы».
- Второй фестиваль российского документального кино, Нью-Йорк, 2009 г. — Приз жюри.
- 2009 Премия «Человек года» в номинации «Телевидение» Федерации еврейских общин России.

#### «Генерал Рощин, муж Маргариты»
- Международный фестиваль телевизионных программ и фильмов «Золотой бубен», 2005 г. — Диплом лауреата.

#### «Гиперболоид инженера Шухова»
- 2003 г. Премия «Лавр» за лучший научно-популярный фильм[9].

#### «Машины времени»
- Международный фестиваль телевизионных программ и фильмов «Золотой бубен», 2002 г. — Диплом Первой степени в номинации «Культурно-просветительская программа».

#### «Звезда за стингер»
- X Международный фестиваль военного кино имени Ю. Н. Озерова, 2012 г. — «Почетный знак» в номинации «За историческую правду в раскрытии событий войны в Афганистане»
- VIII Международный телерадиофестиваль «Победили ВМЕСТЕ», 2011 г. — Диплом II степени в номинации «Боевое братство»
- Всероссийский конкурс СМИ, 2011 г. — Приз в номинации «Патриот России»
- Международный фестиваль детективных фильмов и телепрограмм Detective FEST, 2012 г. — Главный приз в номинации «Война и мир»

#### «Возвращение нонконформиста»
- XII Международный телекинофорум в Ялте, 2011 г. — Победитель в номинации «Отцы и дети»
- Международный фестиваль документальных фильмов «Кинолетопись», Киев, 2011 г. — Приз в номинации «Документальный фильм»
- Международный телевизионный конкурс социальных программ и фильмов для молодёжи «Я — человек», Оренбург, 2012 г. — 1 место в номинации «Документальный фильм/программа»

#### «Защита опера»
- IV Международный правозащитный кинофестиваль «Ступени», Киев, 2010 г. — Диплом в номинации «Документальные фильмы по правам человека»
- Всероссийский конкурс телепрограмм «Мир права», Саратов, 2010 г. — Специальный приз жюри «За авторскую смелость и журналистское мастерство»
- Международный фестиваль детективных фильмов и телепрограмм DetecieveFEST, 2011 г. — приз в номинации «Гражданское общество».

#### «Ёж против свастики»
- IX Всероссийский конкурс «Патриот России», 2010 г. — Диплом лауреата в номинации «Мемориал Победы».

#### «Яков Крейзер. Забытый генерал»
- Диплом победителя в номинации «Великая Отечественная война» на XI Международном фестивале документальных фильмов и телепрограмм «ПОБЕДИЛИ ВМЕСТЕ», г. Севастополь, 2015 год.

#### Авторские циклы А.Смелянского

##### «Растущий смысл»
- Международный фестиваль телевизионных программ и фильмов «Золотой бубен», 2007 г. — Специальный приз «За развитие просветительских традиций телевидения»

##### «Предлагаемые обстоятельства»
- Национальный телевизионный конкурс ТЭФИ-2005 г. — Премия в номинации «Программа об искусстве».

##### «Михаил Чехов. Чувство целого»
- Национальный телевизионный конкурс ТЭФИ-2010 г. — Диплом участника в номинации «Сценарист телевизионной программы»

##### «Живешь в таком климате»
- Всероссийский фестиваль телепрограмм и фильмов «Телепрофи» (Саратов), 2010 — Специальный диплом «Маэстро жанра телеведущего, ставшего живым классиком» в номинации «Телевизионный ведущий».

##### «Сквозное действие»
- Национальный телевизионный конкурс ТЭФИ-2008 г. — приз телевизионной прессы «Телевизионная программа года», номинант в номинации «Программа об искусстве»

#### Авторские циклы Михаила Левитина «…и другие», «Счастливое поколение»
- XII Международный телекинофорум «Вместе», Ялта, 2011 г. — Победитель в номинации «Ведущий программы»
- Международный телевизионный конкурс социальных программ и фильмов для молодежи «Я — человек», Оренбург, 2012 г. — 1 место в номинации «Образовательно-просветительский фильм/программа».
- Национальный телевизионный конкурс ТЭФИ-2012 г. — номинант в номинации «Лучшая программа об искусстве».

### Телепрограммы
«Простые решения»
- Международный фестиваль детективных фильмов DetecieveFEST, 2016 г. Диплом за серию телепрограмм «Простые решения» в номинации «Безопасность на дорогах»

«Городской репортаж»
- Международный фестиваль детективных фильмов DetecieveFEST, 2015 г. — Диплом победителя в номинации «Безопасность на дорогах» за выпуск «Светофор», а также в номинации «Гражданское общество» за выпуск «Просроченные продукты»

#### «Городовой»
- Международный фестиваль детективных фильмов DetecieveFEST, 2014 г. — Диплом в номинации «Безопасность на дорогах» за выпуск «Вход в метро».
- Международный фестиваль детективных фильмов DetecieveFEST, 2014 г. — Диплом в номинации «Гражданское общество» за выпуск «Медцентр».
- Международный фестиваль детективных фильмов DetecieveFEST, 2013 г. — Диплом в номинации «Гражданское общество» за выпуски «Кафе»,"Снос кафе".
- Международный фестиваль детективных фильмов DetecieveFEST, 2013 г. — Диплом в номинации «Безопасность на дорогах» за выпуск «Блоки».
- Международный фестиваль детективных фильмов DetecieveFEST, 2012 г. — Диплом в номинации «Гражданское общество» за выпуск «Хотим парковку» и диплом в номинации «Безопасность на дорогах» за выпуск «Дорога к школе».

#### «Московский стиль»
- Всероссийский телевизионный конкурс ТЭФИ-регион, 2010 г. — номинант в номинации «Педагогическая поэма» (программа «Что я буду вспоминать после школы»).

#### «Память твоей улицы»
- Национальная премия «Страна», 2010 г. — приз и диплом в номинации «Телевизионный цикл».

## Награды
- Общественный орден «За вклад в культуру» II степени
- Медаль МЧС «За содружество во имя спасения»
- Общественный орден «Во имя жизни на Земле»
- Почетный орден «За содействие МВД России»,
- Общественный орден «За возрождение традиций благотворительности и меценатства» II степени.
- Почетный приз 1-го Московского Еврейского Кинофестиваля «За выдающийся вклад в развитие еврейского кино в России»[10]

Общественные награды, в соответствии с уставом, присуждены за спонсорские взносы в фонд их учредителей.

## Семья
Жена — Елена. Сын — раввин Александр Каллер, директор (совместно с женой Ханой Каллер) Русского центра Хабад в Санни-Айлс-Бич. Дочь — Анна Адамская, после смерти отца возглавила его телекомпанию. Семь внуков.